# Chrysolampus subsessilis
Chrysolampus subsessilis är en stekelart som beskrevs av Christian Gottfried Daniel Nees von Esenbeck 1834. Chrysolampus subsessilis ingår i släktet Chrysolampus och familjen gropglanssteklar.
Artens utbredningsområde är Tyskland. Inga underarter finns listade i Catalogue of Life.